# Beiblatt
Als Beiblatt bezeichnet man ein einzelnes Blatt, das einem gebundenen Werk beigelegt wird. Mit beilegen ist in diesem Fall gemeint, dass das Blatt nicht mit eingebunden, sondern vor dem Versenden oder Archivieren des Werkes zwischen zwei beliebigen Seiten lose eingelegt wird. 
Werden mehrere Blätter zusammenhängend beigelegt, so wird das als „Beiheft“ bezeichnet.
Ein Beiblatt oder Beiheft kann jederzeit entnommen werden. Dies hat zugleich Vor- und Nachteile. 
Vorteile eines Beiblattes oder Beiheftes sind, dass
- es bei häufiger Nutzung ohne das gebundene Werk genutzt werden kann.
- man es neben das Werk legen und so jede beliebige Seite des Werkes und das Beiblatt bzw. eine beliebige Seite des Beiheftes gleichzeitig betrachten kann.
- in einem Beiblatt Druckfehler berichtigt werden können, die erst nach dem Binden des Werkes bekannt geworden sind, ohne dass dafür das Werk wieder auseinandergenommen werden muss.
- auf Neuregelungen eingegangen werden kann, die bei der Drucklegung eines Werkes noch nicht vorlagen.[2]
- Inhalte anderer Autoren einem Werk beigefügt werden können, ohne dass diese zu Mitautoren des Werkes werden müssen.

Nachteilig ist, dass ein Beiblatt leicht verloren gehen kann und dann möglicherweise die Inhalte des gebundenen Werkes zumindest teilweise nicht mehr verständlich sind.

## Beiblatt als Ergänzung zu einer Norm
In einem erweiterten Sinn wird der Begriff 'Beiblatt' vom DIN für einige seiner Veröffentlichungen verwendet, Näheres siehe unter DIN-Norm#Normenstufen.

## Beiblatt bei Nutzung des ÖPNV
Neben dem Schwerbehindertenausweis ist das gültige Beiblatt Bestandteil der Fahrkarte bei jeder Unentgeltlichen Beförderung. 